# 柄山古墳
柄山古墳（からやまこふん）とは、岐阜県各務原市那加柄山町にある前方後円墳。岐阜県指定史跡に指定されている。琴塚古墳の東、約800m付近にある。

## 概要
- 古墳時代前期（4世紀後半～5世紀前半）の古墳であり、被葬者は不明である。
- かつてここに存在した柄山とその一帯、古墳時代～奈良時代の有力者が存在したと推測されている。柄山には古い瓦の破片が多数見つかっており、この一帯には、柄山古墳以外にも前方後円墳1基（南塚古墳）、柄山山頂付近に円墳2基、奈良時代の窯址群が存在していた。1944年（昭和19年）、食糧難による開墾が行なわれ、柄山古墳以外の古墳などの一部が削られてしまう。その後1957年（昭和32年）に柄山古墳を除くこの一帯は削られてしまった。

- 墳形：前方後円墳（葺石・埴輪も残る）
- 規模：
  - 全長　82m
  - 後円部径　54m
  - 後円部高さ　8.4m
  - 前方部長　38m
  - 前方部高さ　4.9m

## 所在地
- 岐阜県各務原市那加柄山町152

## 交通アクセス
岐阜バス
- 尾崎団地線「琴ヶ丘」バス停より徒歩12分。

JR岐阜駅バスターミナル（岐阜駅北）15番のりば、または名鉄岐阜のりば（名鉄岐阜駅西）6番のりばより「諏訪山団地」、「各務原高校前」、「テクノプラザ」行き。
各務原市ふれあいバス
- 那加線・東西線「柄山町」より徒歩12分。